# لوك غراهام
لوك غراهام (بالإنجليزية: Luke Graham)‏ (27 أبريل 1986 المملكة المتحدة - ) هو لاعب كرة قدم بريطاني يلعب كمدافع.

## وصلات خارجية
لوك غراهام على موقع قاعدة بيانات كرة القدم.إي يو (الإنجليزية)
- لوك غراهام على موقع Soccerbase.com (لاعب) (الإنجليزية)
- لوك غراهام على موقع Soccerway.com (الإنجليزية)